# Telipogon antonietae
Telipogon antonietae là một loài thực vật có hoa trong họ Lan. Loài này được D.E.Benn. & Ric.Fernández miêu tả khoa học đầu tiên năm 1992.